# Cossé-en-Champagne
Cossé-en-Champagne ist eine französische Gemeinde mit 307 Einwohnern (Stand: 1. Januar 2022) im Département Mayenne in der Region Pays de la Loire in Frankreich. Die Gemeinde gehört zum Arrondissement Château-Gontier und zum Kanton Meslay-du-Maine. Die Einwohner werden Cosséens genannt.

## Geographie
Cossé-en-Champagne liegt etwa 34 Kilometer ostsüdöstlich von Laval. Umgeben wird Cossé-en-Champagne von den Nachbargemeinden Bannes im Norden und Nordwesten, Viré-en-Champagne im Osten und Nordosten, Avessé im Osten und Nordosten, Épineux-le-Seguin im Süden und Südwesten sowie Saulges im Westen und Südwesten.

## Einwohnerentwicklung
| Jahr                       | 1962 | 1968 | 1975 | 1982 | 1990 | 1999 | 2006 | 2019 |
| Einwohner                  | 467  | 451  | 358  | 317  | 275  | 281  | 325  | 329  |
| Quellen: Cassini und INSEE |      |      |      |      |      |      |      |      |

## Sehenswürdigkeiten
- Kirche Notre-Dame aus dem 11./12. Jahrhundert

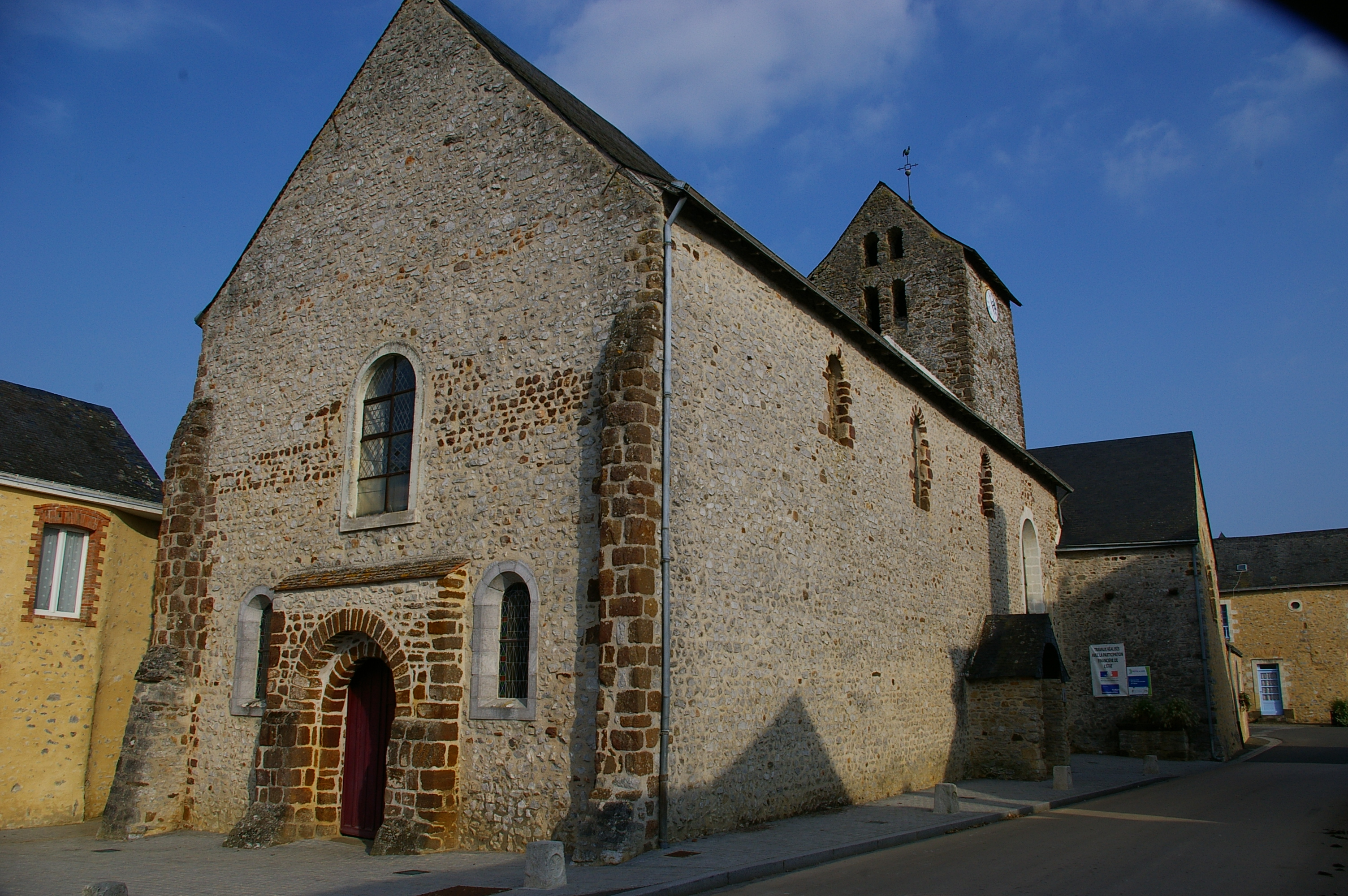
Kirche Notre-Dame

## Persönlichkeiten
- Yvonne-Aimée de Jésus (bürgerlich: Yvonne Beauvais, 1901–1951), Nonne und Mystikerin